# Wynonna Earp
Wynonna Earp – amerykańsko-kanadyjski serial (dramat akcji, western, fantasy) wyprodukowany przez SEVEN24 Films oraz IDW Entertainment. Serial jest adaptacją serii komiksów o tym samym tytule autorstwa Beau Smith. Wynonna Earp jest emitowany od 1 kwietnia 2016 przez SyFy

## Fabuła
Wypędzona potomkini szeryfa Wyatta Earpa łączy siły z nieśmiertelnym Johnem Hollidayem, aby przegnać z Dzikiego Zachodu hordę demonicznych upiorów.

## Obsada

### Główna
- Melanie Scrofano jako Wynonna Earp
- Tim Rozon jako Doc Holliday
- Shamier Anderson jako agent Xavier Dolls
- Dominique Provost-Chalkley jako Waverly Earp
- Katherine Barrell jako Nicole Haught

### Role drugoplanowe
- Greg Lawson jako szeryf Neadley
- Dylan Koroll jako Hardy Champ
- Peter Skagen jako Shorty
- Natascha Girgis jako Gus
- Michael Ecklund jako Bobo Del Ray

## Odcinki
| Sezon | Sezon | Odcinki | Oryginalna emisja SyFy | Oryginalna emisja SyFy | Oryginalna emisja | Oryginalna emisja | Oryginalna emisja |
| Sezon | Sezon | Odcinki | Premiera sezonu        | Finał sezonu           | Premiera sezonu   | Finał sezonu      |                   |
| ----- | ----- | ------- | ---------------------- | ---------------------- | ----------------- | ----------------- | ----------------- |
|       | 1     | 13      | 1 kwietnia 2016        | 24 czerwca 2016        | —                 | —                 |                   |
|       | 2     | 13      | 9 czerwca 2017         | 25 sierpnia 2017       | —                 | —                 |                   |
|       | 3     | 12      | 20 lipca 2018          | 28 września 2018       | —                 | —                 |                   |

## Produkcja
3 czerwca 2015 roku, stacja zamówiła pierwszy sezon
23 lipca 2016, na targach San Diego Comic-Con 2016, stacja SyFy ogłosiła zamówienie 2 sezonu, który składa się z 12 odcinków
Pod koniec lipca 2017 roku, ogłoszono, że stacja SyFy przedłużyła serial o trzeci sezon
Na lipcowym Comic-Con 2018 w San Diego, producent poinformował o przedłużeniu serii na czwarty sezon, który miał się składać z 10 odcinków, lecz ostatecznie został wydany w dwóch częściach po sześć.